# Aziz Sancar
Aziz Sancar (n. 8 de septiembre de 1946) es un bioquímico y biólogo molecular turco que se especializa en la reparación del ADN, ciclos celulares y ritmo circadiano. En 2015 le fue otorgado el premio Nobel de Química junto con Tomas Lindahl y Paul L. Modrich por sus estudios sobre la reparación del ADN.
Es cofundador del Aziz and Gwen Sancar Foundation, una organización sin fines de lucro para promover cultura turca y apoyar a estudiantes turcos en los Estados Unidos.

## Educación
Sancar completó su M.D. en la Universidad de Estambul en Turquía y su Ph.D. sobre la enzima fotoreactiva del E. coli en 1977 en la Universidad de Texas en Dallas en el laboratorio de Dr. C. Stan Rupert, ahora profesor emérito. 

## Biografía
Sancar nació el 8 de septiembre de 1946, en Savur distrito de Mardin, Provincia de Turquía. Sancar nació en una familia turco de clase media-baja. Aziz Sancar es miembro honorario de la Academia Turca de Ciencias y de la Academia Estadounidense de Artes y Ciencias.
Sus estudios de más tiempo han implicado fotoliasa y  mecanismos de foto-reactivation. En su artículo inaugural en la revista Proceedings of the National Academy of Sciences, Sancar describió la captura de los esquivos radicales fotoliasa, que había perseguido por casi 20 años, proporcionando así una observación directa del fotociclo para la reparación del dímer de timina.
Aziz Sancar fue elegido para la Academia Nacional de Ciencias en 2005. Aziz Sancar es profesor de Bioquímica, de la cátedra Sarah Graham Kenan, en la Universidad de Carolina del Norte en Chapel Hill. Está casado a Gwen Boles Sancar, quién se graduó en el mismo año y quién también es profesora de bioquímica y biofísica en la misma universidad.  Juntos,  fundaron el Carolina Turk Evi, un centro turco permanente en las cercanías del campus de dicha universidad, el cual proporciona alojamiento para cuatro investigadores turcos en la Universidad de Carolina del Norte en Chapel Hill, servicios de hospedaje para estancias cortas para académicos visitantes de origen turco, y un centro para promover el intercambio cultural turco-estadounidense.

## Premios
En 2015 le fue otorgado el premio Nobel de Química junto con Tomas Lindahl y Paul L. Modrich por sus estudios sobre la reparación del ADN. Sancar Es el segundo ganador del Nobel de origen turco después de Orhan Pamuk quién también es egresado de la Universidad de Estambul.
| Predecesor: Eric Betzig Stefan Hell William E. Moerner | Premio Nobel de Química junto con Tomas Lindahl y Paul L. Modrich 2015 | Sucesor: - |